# Fanny Chollet
Pour les articles homonymes, voir Chollet.
Fanny « Shotty » Chollet, née en 1991 à Saint-Légier-La Chiésaz, est une pilote de chasse suisse. 
Elle est la première femme pilote professionnelle (et non de milice) des Forces aériennes suisses et la première femme pilote de  F/A-18 Hornet en dehors de l'Amérique du Nord. 

## Biographie
Fanny Chollet est diplômée du gymnase de Pully avec un baccalauréat en biologie et en chimie. Elle s’intéresse au programme de sélection de pilote et de parachutiste militaire SPHAIR (de). Elle abandonne ses études en physique à l'École polytechnique fédérale de Lausanne pour se consacrer à sa formation de pilote.
Elle travaille sur les bases aériennes de Payerne, Dübendorf (en) et Alpnach (en),, lors de sa formation. Elle achève la première partie de ses études en obtenant une licence de pilote professionnel civile de la Swiss Aviation Training (SAT, désormais Lufthansa Aviation Training) et un baccalauréat en aviation de la Haute école spécialisée de Zurich (ZHAW) à Winterthur. Elle effectue une année sur le Pilatus PC-7 puis le Pilatus PC-21. Elle est la première femme à piloter un PC-21. Le 15 décembre 2017, elle reçoit sa licence de pilote militaire,,. 
Début 2018, elle commence sa formation en simulateur sur F/A-18 et sur le biplace F/A-18D. Le 18 mars, elle réalise son lâcher en solo sur un F/A-18C (monoplace). Elle est alors affectée à l'escadrille d'aviation 18 (en) sur la base aérienne de Payerne.
Officier de carrière dans les Forces aériennes suisses, elle a le grade de capitaine depuis février 2019.
En 2024, elle devient la première femme suisse à terminer sa formation à l'école des pilotes d'essai de l'United States Air Force.

## Types d'aéronefs
- Pilatus PC-7
- Pilatus PC-21
- F/A-18C/D Hornet